# Список видов муравьёв России
Список муравьёв России включает все виды муравьёв (семейство Formicidae, отряд Hymenoptera), обитающих на территории России. Список состоит из биноменов (двухсловных названий, состоящих из сочетания имени рода и имени вида) и указанных рядом с ними имени учёного, впервые описавшего данный таксон и года, в котором это произошло.

## Характеристика видового разнообразия
Из общемировой мирмекофауны, оцениваемой в более чем 14 тыс. видов в России встречается более 260 видов (44 рода).
Наибольшее разнообразие видов наблюдается в наиболее теплых частях страны: на Кавказе, в Крыму и в южных регионах европейской и дальневосточной части страны. Многие виды умеренного и более тёплых поясов Европейской части России имеют родственные и экологически сходные аналоги в Сибири и на Дальнем Востоке (иначе говоря — многие роды имеют разорванный ареал), в то же время встречаются также достаточно пластичные и устойчивые виды, имеющие крупные Европейско-западносибирский и Палеарктический ареалы.
К редким видам относятся некоторые реликтовые виды (например, Liometopum microcephalum и Liometopum orientale. Эндемиков, встречающиеся на небольшой территории страны — мало. Большинство редких видов рассеяны по большой территории и являются таковыми в силу образа жизни (в частности это социальные паразиты).
Инвазивными на территории России являются несколько видов, такие как фараонов муравей.
Часть агрессивно-инвазивных видов, уже известных для близких к границам РФ стран являются карантинными и могут проникнуть на территорию страны (хотя большинство из них вероятно к обнаружению лишь в южных регионах страны).

## Proceratiinae
В мире — 3 рода, 144 вида, Палеарктика — 1/7, Россия — 1/1.
- Proceratium melinum  (Roger, 1860)  = (Северный Кавказ и Ростовская область)[8].

## Ponerinae
В мире — 142 рода, 6605 видов, Палеарктика — 12/33, Россия — 4/7.
- Brachyponera chinensis  (Emery, 1895) = (интродуцирован) Вид инвазивный
- Cryptopone ochracea  (Mayr, 1855) = (Крым, Черноморское побережье Кавказа до Новороссийска)
- Hypoponera eduardi  (Forel, 1894) = (Черноморское побережье)
- Hypoponera punctatissima  (Roger, 1859) = (в теплицах и оранжереях) Вид инвазивный
- Ponera coarctata  (Latreille, 1802) = (Крым, Кавказ, байрачные и пойменные леса Юга Европейской части России)
- Ponera japonica  (Wheeler, 1906) = (Южное Приморье и Курильские острова)
- Ponera testacea  Emery, 1895

## Dolichoderinae
В мире — 28 родов, 707 видов, Палеарктика — 8/53, Россия — 4/16.
- Bothriomyrmex anastasiae  (Dubovikoff, 2002)
- Bothriomyrmex communista  Santschi, 1919
- Bothriomyrmex corsicus  Santschi, 1923
- Bothriomyrmex modestus  (Radchenko, 1985)
- Bothriomyrmex turcomenicus  Emery, 1925
- Dolichoderus quadripunctatus  (Linnaeus, 1771) = Четырёхточечный муравей (Юг европейской части России и далее на восток до Волги: Ульяновская область[9], Чувашия[10][11].)
- Dolichoderus sibiricus  (Emery, 1889) = (Дальний Восток : Приморский край, Амурская область, Хабаровский край, Сахалин, Курильские острова)[12], Южная Сибирь, Республика Алтай, Кемеровская область[13]. Иногда считается подвидом Dolichoderus quadripunctatus. — Включён в Красную книгу Кемеровской области в статусе редкого вида (3-я категория, редкий вид) и в Красную книгу Республики Алтай (2-я категория)[13].
- Liometopum microcephalum  (Panzer, 1798) = Реликтовый лиометопум (Юг европейской части России: Нижнее Поволжье, Калмыкия) редкий вид — в Красной Книге СССР.
- Liometopum orientale  (Karavaiev, 1927) = Восточный лиометопум (Дальний Восток России: юг Хабаровского и Приморского края,[2] в том числе Лазовский заповедник.[14]) сокращающийся в численности вид — в Красной Книге России.
- Tapinoma christophi Emery, 1925
- Tapinoma emeryanum Kuznetsov-Ugamsky, 1927
- Tapinoma erraticum (Latreille, 1798) (T. breve Emery, 1925; T. tauridis Emery, 1925) = Блуждающий муравей.
- Tapinoma kinbumi Karawajew, 1937
- Tapinoma melanocephalum (Fabricius, 1793)
- Tapinoma sinense Emery, 1925
- Tapinoma subboreale Seifert, 2012 (T. ambiguum Emery, 1925, auct.)

## Formicinae
Наиболее богато представлены палеарктические рода Lasius (31 вид), Formica (32 вида), Camponotus (16 видов). В мире — 51 род, 3050 видов, Палеарктика — 23/382, Россия — 12/98.
- Camponotus aethiops  (Latreille, 1798)  = Муравей-древоточец степной
- Camponotus atricolor  (Nylander, 1849)
- Camponotus fallax  (Nylander, 1856)  = Муравей-древоточец блестящий
- Camponotus fedtschenkoi Mayr, 1877
- Camponotus herculeanus  (Linnaeus, 1758)  = Муравей-древоточец красногрудый
- Camponotus interjectus Mayr, 1877
- Camponotus japonicus Mayr, 1866
- Camponotus lateralis  (Oliver, 1791)  = Муравей-древоточец остроспинный
- Camponotus ligniperda  (Latreille, 1802)  = Муравей-древоточец европейский
- Camponotus obscuripes Mayr, 1879
- Camponotus quadrinotatus Forel, 1886
- Camponotus sachalinensis Forel, 1904 = Муравей-древоточец сахалинский
- Camponotus saxatilis Ruzsky, 1895 = Муравей-древоточец дальневосточный
- Camponotus truncatus  (Spinola, 1808)  = Муравей-древоточец пробкоголовый
- Camponotus turkestanicus  Emery, 1887
- Camponotus turkestanus  (Andre, 1882)
- Camponotus vagus  (Scopoli, 1763)  = Муравей-древоточец чёрный
- Cataglyphis aenescens  (Nylander, 1849)  = Муравей-бегунок чёрный
- Cataglyphis pallida  (Mayr, 1877)  = Муравей-бегунок бледный
- Cataglyphis setipes  (Forel, 1894)  = Щетинистоногий фаэтончик
- Formica aquilonia Yarrow, 1955 = Северный лесной муравей
- Formica candida Smith, F., 1878
- Formica cinerea Mayr, 1853 = Песчаный муравей или чёрный песчаный муравей
- Formica cinereofusca Karawajew, 1929
- Formica clara  (Forel, 1886)
- Formica clarissima Emery, 1925
- Formica cunicularia Latreille, 1798
- Formica exsecta Nylander, 1846 = Обыкновенный тонкоголовый муравей
- Formica fennica Seifert, 2000
- Formica foreli Bondroit, 1918
- Formica forsslundi Lohmander, 1949
- Formica fusca Linnaeus, 1758 = Бурый лесной муравей
- Formica gagates Latreille, 1798
- Formica gagatoides Ruzsky, 1904 = Полярный муравей
- Formica glauca Ruzsky, 1896
- Formica japonica Motschulsky, 1866
- Formica kupyanskayae Bolton, 1995
- Formica lemani Bondroit, 1917
- Formica lugubris Zettersted, 1840 = Волосистый лесной муравей
- Formica manchu Wheeler, 1929
- Formica picea Nylander, 1846 = Чёрный болотный/блестящий муравей (=Formica transcaucasica Nasonov, 1889)
- Formica pisarskii Dlussky, 1964
- Formica polyctena Foerster, 1850 = Малый лесной муравей
- Formica pratensis Retzius, 1783 = Луговой муравей
- Formica pressilabris Nylander, 1846
- Formica rufa Linnaeus, 1761 = Рыжий лесной муравей
- Formica rufibarbis Fabricius, 1793 = Краснощёкий муравей
- Formica sanguinea Latreille, 1798 = Кроваво-красный муравей-рабовладелец
- Formica subpilosa Ruzsky, 1902
- Formica suecica Adlerz, 1902
- Formica truncorum Fabricius, 1804 = Красноголовый муравей (=Formica yessensis с 2021)
- Formica uralensis Ruzsky, 1895 = Чёрноголовый муравей
- Lasius alienus  (Foerster, 1850) = Бледноногий садовый муравей
- Lasius bicornis  Forster, 1850
- Lasius brunneus  (Latreille, 1798)
- Lasius capitatus  (Kuznetsov-Ugamsky, 1927)
- Lasius carniolicus  Mayr, 1861
- Lasius citrinus  Emery, 1922
- Lasius distinguendus  (Emery, 1916)
- Lasius emarginatus  (Olivier, 1792)
- Lasius flavus  (Fabricius, 1782) = Жёлтый земляной муравей
- Lasius fuji  Radchenko, 2005
- Lasius fuliginosus  (Latreille, 1798) = Пахучий муравей-древоточец
- Lasius hayashi  Yamauchi & Hayashida, 1970
- Lasius japonicus Santschi, 1941
- Lasius jensi  Seifert, 1982
- Lasius koreanus Seifert, 1982
- Lasius longiceps  Seifert, 1988
- Lasius meridionalis  (Bondroit, 1920)
- Lasius mixtus  (Nylander, 1846)
- Lasius morisitai  Yamauchi, 1979
- Lasius neglectus  Van Loon, Boomsma & Andrasfalvy, 1990 = (Юг Европейской части РФ, Кавказ) — инвазивный/распространяющийся вид.
- Lasius niger  (Linnaeus, 1758) = Чёрный садовый муравей
- Lasius nipponensis  Forel, 1912
- Lasius obscuratus Stitz, 1930
- Lasius orientalis  Karavaiev, 1912
- Lasius paralienus  Seifert, 1992
- Lasius platythorax  Seifert, 1991
- Lasius psammophilus  Seifert, 1992
- Lasius sabularum  (Bondroit, 1918)
- Lasius spathepus  Wheeler, W.M., 1910
- Lasius umbratus  (Nylander, 1846) = Жёлтый пахучий муравей
- Lasius turcicus Santschi, 1921
- Lepisiota semenovi  Ruzsky, 1905 (=Acantholepis frauenfeldi var. semenovi)
- Nylanderia colchica  (Pisarski, 1960)
- Nylanderia flavipes  (Smith, 1874) (=Paratrechina flavipes, Курильские острова)
- Nylanderia vividula  (Nylander, 1846) (=Paratrechina vividula в теплицах, оранжереях) — завезённый вид
- Plagiolepis karawajewi  Radchenko, 1989
- Plagiolepis pallescens  Forel, 1889
- Plagiolepis taurica  (Santschi, 1920) = Муравей-пигмей
- Plagiolepis xene  (Stärcke, 1936) ?
- Polyergus nigerrimus  (Marikovsky, 1963)
- Polyergus rufescens  (Latreille, 1798) = Муравей-амазонка жёлтый
- Polyergus samurai  (Yano, 1911)
- Prenolepis nitens  (Mayr, 1853)
- Proformica epinotalis  Kuznetsov-Ugamskyi, 1927 = Степной медовый муравей
- Proformica mongolica  (Emery, 1901)
- Proformica ossetica  (Dubovikoff, 2005)
- Rossomyrmex proformicarum  (Arnol’di, 1928)

## Myrmicinae
Наиболее богато представлены рода Myrmica (более 40 видов), Temnothorax (около 30 видов).
- Aphaenogaster famelica (Smith, 1874)
- Aphaenogaster gibbosa (Latreille, 1798)
- Aphaenogasterjaponica Forel, 1911
- Aphaenogaster kurdica (Ruzsky, 1905)
- Aphaenogaster obsidiana (Mayr, 1861)
- Aphaenogaster splendida (Roger, 1859)
- Aphaenogaster subterranea  (Latreille, 1798)
- Aphaenogaster subterraneoides  Emery, 1881
- Cardiocondyla elegans  (Emery, 1869)
- Cardiocondyla koshewnikovi  (Ruzsky, 1902)
- Cardiocondyla mauritanica  Forel, 1890
- Cardiocondyla sahlbergi  Forel, 1913
- Cardiocondyla stambuloffii  Forel, 1892
- Cardiocondyla ulianini  (Emery, 1889)
- Crematogaster schmidti  (Mayr, 1853) = (в Крыму, единичные заносные находки на Северном Кавказе)
- Crematogaster sordidula  (Nylander, 1849) = (Предкавказье)
- Crematogaster subdentata  (Mayr, 1877) = (Юг Европейской части России, часто — в домах) — вид распространяющийся.
- Formicoxenus nitidulus  (Nylander, 1846)
- Formicoxenus sibiricus  (Forel, 1899)
- Harpagoxenus sublaevis  (Nylander, 1849)
- Lepisiota semenovi  (Ruzsky, 1905)
- Leptothorax acervorum  (Fabricius, 1793)
- Leptothorax gredleri  (Mayr, 1865)
- Leptothorax kutteri  (Buschinger, 1966)
- Leptothorax muscorum  (Nylander, 1846)
- Leptothorax oceanicus  (Kuznetsov-Ugamsky, 1928)
- Leptothorax pacis  (Kutter, 1945) (Doronomyrmex)
- Leptothorax scamni  Ruzsky, 1905
- Manica rubida  (Latreille, 1802)
- Messor aciculatus  (Smith, F., 1874) = (Приморский край)
- ?Messor aralocaspius  (Ruzsky, 1902) = Аралокаспийский муравей-жнец (В регионах России, примыкающих к Средней Азии)[15]
- Messor denticulatus  (Santschi, 1927) = Красногрудый муравей-жнец (Нижнее Поволжье, Закавказье)[15]
- Messor kasakorum  (Arnol’di, 1969) = (Нижнее Поволжье)[15]
- Messor muticus (Nylander, 1849) (Армения, Казахстан, Киргизия, Румыния, Россия, Украина)
- Messor ponticus Steiner et al., 2018 (Болгария, Румыния, Турция, Украина)
- ?Messor structor  (Latreille, 1798) = Степной муравей-жнец (в старом таксономическом объёме широко распространён в южно-европейской части России)[15]. В 2018 году Messor structor был разделён на 5 отдельных видов[16]
- ?Messor subgracilinodis  (Arnol’di, 1970)
- Monomorium barbatulum  Mayr, 1877
- Monomorium pharaonis  (Linnaeus, 1758) = Фараонов муравей (домовый муравей, распространён в крупных городах) — инвазивный вид, космополитический ареал.
- Myrmecina graminicola  (Latreille, 1802)
- Myrmecina nipponica  (Wheeler & W.M. 1906)
- Myrmica ademonia  (Bolton, 1995)
- Myrmica angulinodis  (Ruzsky, 1905)
- Myrmica arnoldii  (Dlussky, 1963)
- Myrmica bakurianica  Arnoldi, 1970
- Myrmica bergi  (Ruzsky, 1902)
- Myrmica commarginata  (Ruzsky, 1905)
- Myrmica deplanata  (Emery, 1921) = (Южно-Европейская часть России и Урал, Кавказ — Степные зоны)
- Myrmica displicentia  (Bolton, 1995) (Myrmica bicolor) = (Дальний Восток: Камчатка, Магаданская область)[17]
- Myrmica divergens  (Karavaiev, 1931)
- Myrmica eidmanni  (Menozzi, 1930)
- Myrmica elbrusi  (Radchenko & Yusupov, 2012)
- Myrmica excelsa  (Kupyanskaya, 1990)
- Myrmica forcipata  (Karavaiev, 1931)
- Myrmica gallienii  (Bondroit, 1920) = (Бореальный вид: в таёжной и лесной зоне Западной Сибири)
- Myrmica hellenica  Finzi, 1926
- Myrmica hirsuta  (Elmes, 1978)
- Myrmica jennyae  (Elmes, Radchenko & Aktaç, 2002)
- ?Myrmica jessensis  (Forel, 1901)
- Myrmica jennyae  Elmes, Radchenko et Aktac, 2002
- Myrmica kamtschatica  (Kupyanskaya, 1986)
- Myrmica karavajevi  (Arnol’di, 1930)
- Myrmica kasczenkoi  (Ruzsky, 1905)
- Myrmica koreana  (Elmes, Radchenko & Kim, 2001)
- Myrmica kotokui  (Forel, 1911) = (Дальний Восток)[17]
- Myrmica kozakorum  Radchenko et Elmes, 2010
- Myrmica kurokii  (Forel, 1907)
- Myrmica lobicornis  (Nylander, 1846) = (Бореальный вид: в таёжной и лесной зоне Европейской части России, до Южной Сибири)
- Myrmica lonae  (Finzi, 1926)
- Myrmica luteola  (Kupyanskaya, 1990)
- Myrmica pisarskii  (Radchenko, 1994)
- Myrmica ravasinii  Finzi, 1923
- Myrmica rubra  (Linnaeus, 1758) = Мирмика рыжая/красная
- Myrmica ruginodis  (Nylander, 1846) = Мирмика морщинистая (Транспалеаркт. В России — везде кроме крайнего севера)
- Myrmica rugulosa  (Nylander, 1849) = (Бореальный вид: в таёжной и лесной зоне Европейской части России, все ранние указания восточнее Урала относятся к Myrmica gallienii  (Bondroit, 1920))
- Myrmica sabuleti  (Meinert, 1861)
- Myrmica salina  (Ruzsky, 1905)
- ?Myrmica saposhnikovi  (Ruzsky, 1904)
- Myrmica scabrinodis  (Nylander, 1846) = Мирмика моховая (Транспалеаркт: В России — в Европейской части и Юго-Западной Сибири)
- Myrmica schencki  (Viereck, 1903) = Мирмика Шенка (Крым, Кавказ, Европейская часть России, Урал, Сибирь, Дальний Восток: Хабаровский край, Амурская область, Сахалин)
- Myrmica slovaca  (Sadil, 1951)
- Myrmica specioides  Bondroit, 1918
- Myrmica stangeana  (Ruzsky, 1902) (Myrmica sancta)
- Myrmica sulcinodis  (Nylander, 1846) = (Крым, Кавказ, Европейская часть России, Урал, Сибирь, Дальний Восток: Хабаровский край, Амурская область, Сахалин)
- Myrmica transsibirica  (Radchenko, 1994)
- Myrmica tschekanovskii  (Radchenko, 1994)
- Myrmica vandeli  Bondroit, 1920
- Myrmica zojae  (Radchenko, 1994)
- Myrmoxenus gordiagini Ruzsky, 1902 (Temnothorax)
- Myrmoxenus ravouxi  (André, 1896)
- Pheidole fervida  (Smith, F., 1874)
- Pheidole pallidula  (Nylander, 1849)
  - Pheidole pallidula koshewnikovi  (Ruzsky, 1905)
- Solenopsis fugax  (Latreille, 1798) = Муравей-вор (клептобионт в чужих гнёздах, Юг Европейской части России и Урала)
- Solenopsis ilinei  Santschi, 1936
- Solenopsis japonica  Wheeler, 1928
- Solenopsis juliae  (Arakelian, 1991)
- ?Solenopsis vorax  (Santschi, 1934)
- Stenamma debile  (Forster, 1850)
- Stenamma georgii  (Arnol’di, 1975)
- ?Stenamma hissarianum  (Arnol’di, 1975)
- Stenamma kurilense  (Arnol’di, 1975)
- Stenamma lippulum  (Nylander, 1849)
- Stenamma striatulum  (Emery, 1895)
- Stenamma ussuriense  (Arnol’di, 1975)
- Strongylognathus arnoldii  (Radchenko, 1985)
- Strongylognathus christophi  (Emery, 1889)
- Strongylognathus karawajewi  (Pisarski, 1966)
- Strongylognathus rehbinderi  (Forel, 1904)[4]
- Strongylognathus testaceus  (Schenck, 1852)
- Strumigenys argiola (Emery, 1869) (Epitritus, Pyramica)
- ? Strumigenys lewisi[источник не указан 464 дня]
- Temnothorax affinis  (Mayr, 1855)
- Temnothorax alinae  (Radchenko, 1994)
- Temnothorax alpinus  (Ruzsky, 1902)
- Temnothorax arnoldii Radchenko et Fedoseeva, 2015
- Temnothorax brauneri  (Ruzsky, 1905)
- Temnothorax clypeatus (Mayr, 1853)
- Temnothorax congruus  (Smith, F., 1874)
- Temnothorax corticalis  (Schenck, 1852)
- Temnothorax crasecundus Seifert et Csősz, 2015
- Temnothorax crassispinus  (Karavaiev, 1926)
- Temnothorax desertorum  (Dlussky & Soyunov, 1988)
- Temnothorax discoloratus  (Arnol’di, 1977)
- Temnothorax dlusskyi Radchenko, Yusupov et Fedoseeva, 2015
- Temnothorax inquilinus Ward et al., 2015 = (Южный берег Крыма (Мыс Мартьян)) — редкий социальнопаразитический муравей[18] (=Chalepoxenus tauricus  (Radchenko, 1989))
- Temnothorax interruptus (Schenck, 1852)
- ?Temnothorax fumosus  (Ruzsky, 1923)
- Temnothorax jailensis (Arnoldi, 1977)
- Temnothorax kaszabi  (Pisarski, 1969)
- Temnothorax knipovitshi  (Karavaiev, 1916)
- Temnothorax kurilensis  (Radchenko, 1994)
- ?Temnothorax melnikovi  (Ruzsky, 1905)
- Temnothorax mongolicus  (Pisarski, 1969)
- Temnothorax nassonovi  (Ruzsky, 1895)
- ?Temnothorax nylanderi  (Foerster, 1850)
- ?Temnothorax pamiricus  (Ruzsky, 1902)
- Temnothorax parvulus  (Schenck, 1852)
- Temnothorax recedens (Nylander, 1856)
- Temnothorax satunini (Ruzsky, 1902)
- Temnothorax semenovi  (Rusky, 1903)
- Temnothorax serviculus  (Ruzsky, 1902)
- ?Temnothorax shelkovnikovi  (Karavaiev, 1926)
- Temnothorax tauricus  (Ruzsky, 1902)
- Temnothorax tembotovi Radchenko et Yusupov, 2015
- Temnothorax tuberum  (Fabricius, 1775)
- Temnothorax unifasciatus  (Latreille, 1798)
- ?Temnothorax usunkul  (Ruzsky, 1924)
- Temnothorax volgensis  (Ruzsky, 1905)
- ?Temnothorax werneri  (Radchenko, 1994) = (Кавказ)
- Tetramorium atratulum (Schenck, 1852) (= Anergates atratulus)
- Tetramorium caespitum  (Linnaeus, 1758) = Дерновый муравей (встречается всюду кроме крайнего севера, изредка — как домовый)
- Tetramorium caldarium  (Roger, 1857)
- Tetramorium chefketi  Forel, 1911
- Tetramorium densopilosum  Radchenko et Arakelian, 1990
- Tetramorium ferox  (Forel, 1904)
- Tetramorium feroxoides  Dlussky et Zabelin, 1985
- ?Tetramorium forte  (Ruzsky, 1903)
- Tetramorium hungaricum  Röszler, 1935
- Tetramorium impurum  (Foerster, 1850)
- Tetramorium inerme  Mayr, 1877
- Tetramorium inquilinum Ward et al., 2015 (=Teleutomyrmex schneideri  (Kutter, 1950))
- ?Tetramorium insolens  (Smith, F., 1861)
- Tetramorium moravicum  Novák et Sadil, 1941
- Tetramorium tsushimae  Emery, 1925
- Trichomyrmex perplexus  (Radchenko, 1997)[4]

## Ископаемые формы
Источники:
- Меловой период
  - Archaeopone kzylzharica Dlussky, 1975 (Armaniinae)
  - Archaeopone taylori Dlussky, 1983 (Armaniinae)
  - Armania capitata Dlussky, 1999 (Armaniinae)
  - Armania curiosa Dlussky, 1983 (Armaniinae)
  - Armania pristina Dlussky, 1999 (Armaniinae)
  - Armania robusta Dlussky, 1983 (Armaniinae)
  - Baikuris mandibularis  Dlussky, 1987 (Sphecomyrminae)
  - Baikuris mirabilis  Dlussky, 1987 (Sphecomyrminae)
  - Cretomyrma arnoldii  Dlussky, 1975 (Sphecomyrminae)
  - Cretomyrma unicornis  Dlussky, 1975 (Sphecomyrminae)
  - Cretopone magna  Dlussky, 1975 (Formicidae incertae sedis)
  - Dlusskyidris zherichini  Dlussky, 1975 (Sphecomyrminae)
    - Palaeomyrmex zherichini  Dlussky, 1975

  - Dolichomyrma latipes  Dlussky, 1975 (Armaniinae)
  - Dolichomyrma longiceps  Dlussky, 1975 (Armaniinae)
  - Khetania mandibulata  Dlussky, 1999 (Armaniinae)
  - Petropone petiolata  Dlussky, 1975 (Dolichoderinae)
  - Poneropterus sphecoides  Dlussky, 1983 (Armaniinae)
  - Pseudarmania aberrans  Dlussky, 1983 (Armaniinae)
  - Pseudarmania rasnitsyni Dlussky, 1983 (Armaniinae)
- Палеоцен
  - Aneuretellus deformis Dlussky, 1988 (Aneuretinae)
  - Chimaeromyrma brachycephala  Dlussky, 1988 (Formicinae)
  - Eotapinoma compacta  Dlussky, 1988 (Dolichoderinae)
  - Eotapinoma gracilis  Dlussky, 1988 (Dolichoderinae)
  - Protopone primigena  Dlussky, 1988 (Myrmicinae)
  - Zherichinius horribilis  Dlussky, 1988 (Dolichoderinae)
  - Zherichinius rapax Dlussky, 1988 (Dolichoderinae)
- Эоцен
  - Aphaenogaster dlusskyana Radchenko & Perkovsky, 2016 (Myrmicinae)
- Миоцен
  - Dolichoderus tauricus Dlussky, 1981 (Dolichoderinae)
  - Lasius vetulus Dlussky, 1981 (Formicinae)
  - Paraphaenogaster microphthalma Dlussky, 1981 (Formicinae)
  - Ponerites karaganensis Dlussky & Rasnitsyn, 2002 (Ponerinae)
  - Ponerites stauropolitanus Dlussky, 1981 (Ponerinae)